# Lorenzo Germeno

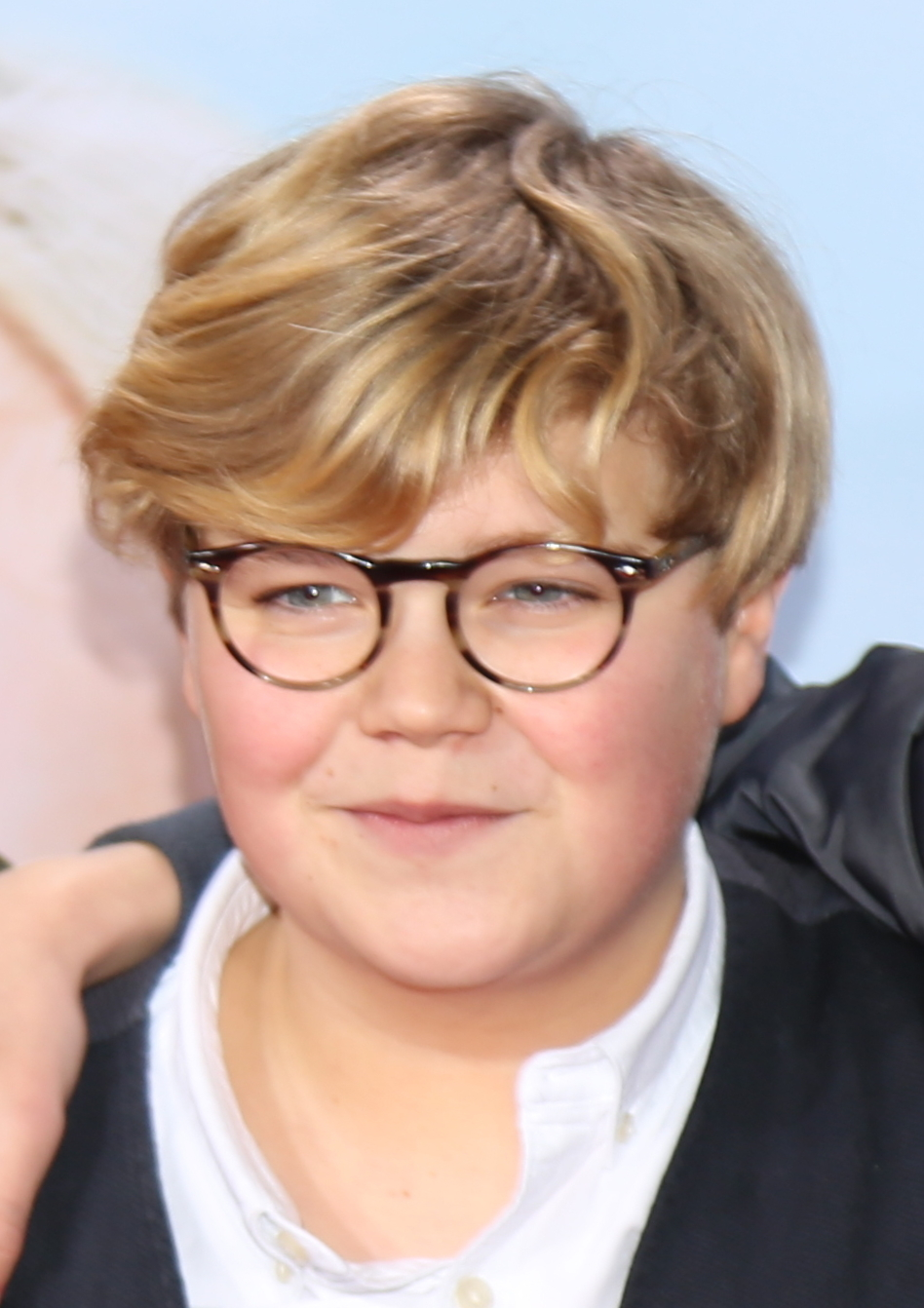
Lorenzo Germeno

Lorenzo Germeno (* 2004 in München) ist ein deutsch-italienischer Schauspieler und ehemaliger Kinderdarsteller.

## Leben
In dem Kinofilm Winnetous Sohn spielt Lorenzo Germeno den Jungen Max, der gegen einige Widerstände die Hauptrolle in einem Theaterstück bekommt. Der Dreh im Sommer 2014 wurde von einem Blog begleitet. Im Kinofilm Wendy – Der Film und dessen Fortsetzung Wendy 2 – Freundschaft für immer ist Germeno in der Rolle Mücke zu sehen. 2016 spielte er im Musikvideo zu Sommerregen von Joris und 2018 unter der Regie von Christoph Letkowski im Musikvideo zu Benzin und Kartoffelchips der Band Kettcar. In der Kino-Neuverfilmung von TKKG aus dem Jahr 2019 verkörpert er Klößchen, einen der vier Protagonisten. Er spielte die Rolle des Jannik in der Coming-of-Age-Serie Nackt über Berlin des Regisseurs und Autors Axel Ranisch aus dem Jahr 2023. Im Jahr 2024 erhielt er dafür den Nachwuchspreis der Bayerischen Staatskanzlei beim Blauer Panther TV & Streaming Award.

## Filmografie (Auswahl)
- 2014: Let’s go!
- 2015: Winnetous Sohn
- 2016: Verrückt nach Fixi
- 2017: Wendy – Der Film
- 2018: Wendy 2 – Freundschaft für immer
- 2019: TKKG
- 2021: Westwall (Fernsehserie)
- 2022: Alle für Ella
- 2023: Tatort: Hackl
- 2023: Nackt über Berlin (Fernsehserie)